# Argyractis cancellalis
Argyractis cancellalis là một loài bướm đêm trong họ Crambidae.